# Garuda Linux
Garuda Linux è una distribuzione Linux basata su Arch Linux. Garuda Linux è disponibile per i principali ambienti desktop, fra cui una versione modificata di KDE Plasma 5. L'aggiornamento avviene tramite rolling release e il gestore di pacchetti è quello di Arch Linux, ovvero Pacman. Il nome Garuda, originario dell'induismo, è definito come un'aquila divina come re degli uccelli.

## Ambienti Desktop
Garuda Linux KDE ha tre varianti; Dragonized, Dragonized Gaming e Dragonized BlackArch (non più disponibile).
- Garuda Linux GNOME con un tema chiaro e scuro personalizzati di GNOME.
- Garuda Linux Xfce, con un tema chiaro e scuro di Xfce.
- Garuda Linux LXQt-kwin, con un tema chiaro e scuro di LXQt-kwin.
- Garuda Linux Wayfire, con un tema chiaro e scuro di Wayfire.
- Garuda Linux Qtile, con un tema chiaro e scuro di Qtile.
- Garuda Linux i3wm, con un tema chiaro e scuro di i3wm.
- Garuda Linux Sway, con un tema chiaro e scuro di Sway.

Sono presenti anche altre versioni di Garuda Linux, come Garuda Linux Mate e Garuda Linux Cinnamon.
Garuda Linux presenta un'opzione avanzata chiamata Barebone, specifica per utenti che non vogliono funzionalità e software extra; è indirizzata ad utenti avanzati, non c'è alcun supporto e l'utente ha il controllo totale della distribuzione Linux. Di default Garuda Linux fornisce un ambiente desktop nel file ISO, gli altri eventualmente possono essere installati manualmente.

## Requisiti di Sistema
In base all'ambiente desktop usato, i requisiti di sistema possono variare. I requisiti minimi sono questi:
- 30 GB di spazio su disco
- 4 GB di RAM
- scheda video con OpenGL 3.3 o migliore

Consigliati 40 GB di spazio su disco e 8 GB di RAM.
Garuda Linux si basa su rolling release e i singoli pacchetti possono essere aggiornati tramite Pacman.